# Jacques Guiot
Jacques Guiot  (Saint-Amand-les-Eaux, 6 september 1945) is een Frans voormalig wielrenner. 
Hij was profrenner van 1967 tot 1971. Zijn grootvader Hector De Rouck (broer van pisterenner Alfons De Rouck) was afkomstig uit Vurste en geboren te Melsen.

## Uitslagen

### 1967
- 1e in Poiré-sur-Vie (Frankrijk)
- 1e in rit 2 Tour de Picardie, Beauvais (Frankrijk)
- 1e in Sin-le-Noble (Frankrijk)
- 2e in Fréjus (Frankrijk)
- 2e in GP Petit Varois (Frankrijk)
- 2e in Malachappe-en-Plouay (Frankrijk)
- 2e in rit 2 Volta Ciclista a Catalunya, San Carlos de la Rapita (Spanje)
- 2e in Zottegem - Dr Tistaertprijs (België)
- 3e in rit 6 Volta Ciclista a Catalunya, Camprodon (Spanje)
- 9e in GP de Fourmies (Frankrijk)
- 24e in Gent-Wevelgem (België)
- 26e in Het Volk (België)
- 33e in Fleche Wallonne  (België)
- 53e in Parijs-Roubaix
- 59e in Ronde van Vlaanderen (België)
- 112e in Paris-Tours (Frankrijk)

### 1968
- 1e in rit 3 Tour du Nord, Cambrai (Frankrijk)
- 3e in rit 4 Tour du Nord, Anzin (Frankrijk)
- 3e in Guesnain (Frankrijk)
- 3e in Sint-Denijs (België)
- 3e in Koksijde (België)
- 4e in Haaltert  (België)
- 10e in Paris-Tours (Frankrijk)
- 10e in Omloop van het Houtland (België)
- 16e in Zottegem - Dr Tistaertprijs (België)
- 44e in Het Volk (België)
- 47e in Gent-Wevelgem  (België)

### 1969
- 1e in Guesnain (Frankrijk)
- 2e in rit 5 Tour du Nord, Roubaix (Frankrijk)
- 9e in Het Volk (België)
- 15e in Trèfle à Quatre Feuilles,Doornik (België)
- 21e in Omloop van het Houtland  (België)

### 1970
- 2e in GP du Tournaisis, Templeuve (België)
- 3e in Antibes (Frankrijk)
- 7e in Kuurne-Brussel-Kuurne (België)
- 10e in Omloop van het Houtland (België)
- 10e in Zwevezele (België)
- 16e in GP Briek Schotte (België)
- 30e in Paris-Tours (Frankrijk)

### 1971
- 4e in De Pinte (België)
- 6e in Gavere (België)
- 24e in Deinze (België)

## Resultaten in voornaamste wedstrijden
| Jaar | Gent-Wevelgem | Ronde van Vlaanderen | Parijs-Roubaix | Parijs-Tours | Omloop Het Volk | Kuurne-Brussel-Kuurne |
| ---- | ------------- | -------------------- | -------------- | ------------ | --------------- | --------------------- |
| 1967 | 24e           | 59e                  | 53e            | 112e         | 26e             |                       |
| 1968 | 47e           |                      |                | 10e          | 44e             |                       |
| 1969 |               |                      |                |              | 9e              |                       |
| 1970 |               |                      |                | 30e          |                 | 7e                    |